# Paul Henri Thiry d'Holbach
Paul Henri Thiry, baron d'Holbach, rojstno ime Paul Heinrich Dietrich, francoski razsvetljenski učenjak, filozof in enciklopedist nemškega rodu, * 8. december 1723, Edesheim, Porenje - Pfalška, Nemčija, † 21. januar 1789, Pariz, Francija.
Velja za enega najvidnejših predstavnikov francoskega razsvetljenstva. Kljub drznemu zagovarjanju ateizma in utemeljevanja sveta na materialističnih načelih, je bil Holbach v drugi polovici 18. stoletja pomemben dejavnik francoskega razsvetljenstva. Salon intelektualcev, ki ga je vodil in financiral iz lastnega žepa, je privabljal številne filozofe, znanstvenike, književnike, politike, diplomate in druge intelektualce, ki so bili odprti za družbene spremembe znanstvene in industrijske revolucije, ki so nazadnje vodile v politično revolucijo v Franciji. Svoja materialistična izhodišča, ki jih je bolj kot na fizikalni osnovi Newtonove fizike  utemeljeval na metafizičnih izhodiščih angleškega empirizma (Locke, Hume) in Spinozove deterministične filozofije narave, je strnil v svojem najvplivnejšem delu »Sistem narave« (Le Système de la nature). Prav tako je znan kot radikalni kritik krščanstva in religije nasploh.

## Dediščina in salonska dejavnost v Parizu
Paul Heinrich Dietrich se je rodil v premožni in vplivni na Pfalškem v Nemčiji, vendar je otroštvo preživel v Parizu pri stricu po materini strani, ki je bil prav tako zelo bogat. S stricovo finančno pomočjo se je leta 1748 izšolal na Univerzi v Leidnu, Nizozemska. Po študiju se je poročil s sestrično. Po zgodnji smrti tako očeta kot tudi strica pa mu je pripadala dediščina, ki mu je za celo življenje omogočila finančno neodvisnost in vzdrževanje salonske dejavnosti, v katerih je bil sam radodaren gostitelj kot tudi aktivni udeleženec v razpravah. Po smrti prve žene leta 1754 se je po papeževi odvezi poročil z njeno sestro
Za Enciklopedijo je Holbach prispeval številne članke s področja politike, religije in bolj znanstvene s področij kemije in mineralogije. Veliko znanstvenega gradiva je prevedel iz nemščine v francoščino.
Salon, v katerem je Holbach redno gostil enciklopediste in radikalno ateistične somišljenike je deloval od leta 1749 do 1789, vsaj dva dneva tedensko. Poleg glavnega urednika Enciklopedije Denisa Diderota so se vsako tedenskih razprav v salonu redno ali pa zgolj izjemoma v vlogi gostov udeležile številni znani razsvetljenski izobraženci: Condillac, Condorcet, D'Alembert, Marmontel, Turgot, La Condamine, Raynal, Helvétius, Galiani in Jean-Jacques Rousseau Od britanskih gostov v salonu omenimo ekonomista Adama Smitha, filozofa Davida Huma in zgodovinarja Edwarda Gibbona. V Holbachov salon so zahajali številni diplomati in ambasadorji, med njimi tudi Benjamin Franklin.
Holbachov salon je torej daleč presegal občajno literarno dejavnost salonov in z možnostjo udeležbe v odprtem dialogu privabljal številne intelektulno in tudi politično vplivne osebnosti v Evropi, kljub temu da je bilo za tisti čas neprikrito kritiziranje Cerkve in deklariranje ateističnih prepričanj nevarno. V Parizu so na primer dosegli obsodbo njegovih del »Sistem narave« in »Zdrav razum« ter jih javno sežgali. Holbach si je s svojo gostoljubnostjo pridobil dovolj zaščitnikov, da se mu ni bilo treba bati za življenje.

## »Sistem narave«in protireligiozna dela
Pri ustvarjanju mehanističnega ontološkega sistema, v katerem je v ospredju deterministična urejenost sveta, se Holbach ne opira toliko na takratno razvijajočo se znanost fizike in kemije. Kljub temu, da je bil seznanjen z aktualnimi znanstvenimi tokovi in je v Enciklopedijo prispeval številne znanstvene članke, izhaja v utemeljevanju materializma iz kritike novoveške filozofije in iz kritike religije kot metaontološkega ozadja, ki je stoletja oblikovalo filozofsko dejavnost.
V protireligioznih delih delih kot so »Razgaljeno krščanstvo« (Christianisme dévoilé, 1756), »Kužnost svetega« (La Contagion sacrée, 1768), »Prenosnost teologije« (Théologie portative, 1768) in »Eseji o predsodkih« (Essai sur les préjugés, 1770) je podal vplivno kritiko religije in teologije, na katere so reagirali burno ne samo kleriki, pač pa tudi mnogi ostali izobraženci, med njimi Voltaire in pruski kralj Friderik II. Da bi se zaščitil pred direktnimi napadi, je Holbach večino svojih del objavljal anonimno, med njimi tudi najbolj znano delo »Sistem narave«, ki je izšlo leta 1770.
»Sistem narave« narave predstavlja zadnjo, zrelo fazo razvoja francoskega materializma. V delu je zavrnil Descartesov dualizem substanc in materijo napravil za edini dejavnik fizičnega sveta. Materija je po Holbachu sam po sebi pluralna in dinamična, vedno vi gibanju. Kljub monističnim filozofskim pogledom materije ne pojmuje enotno oziroma monolitno, kakor velja za Descartesovo razsežno stvar. Tudi vse kvalitete, ki jih Locke deli na primarne in sekundarne, Holbach izpeljuje iz mehanskih vzročno-posledičnih zakonov gibanja materije. Primarne kvalitete so po Holbachu značilne za materijo v celoti, medtem ko sekundarne kvalitete pripadajo zgolj posameznim telesom, ne pa izključno opazovalcu, kakor pri Locku, kar je tudi Holbachova glavna razlaga za pestro pojavnost materije. Zavest oziroma razum je prav tako lastnost visoko organizirane materije. S tem nekoliko ublaži redukcijo psiholoških pojavov na materialno, ne pusti pa ji avtonomnosti delovanja, ki bi izhajalo zgolj iz zavesti same neodvisno od fizičnih dejavnikov. Isti determinizem, ki velja za fizični svet, velja tudi za človekove možgane, kar pa ne pomeni, da so možgani zgolj pasivna materija, pač pa se podrejajo dinamiki zakonitosti, ki veljajo za vsak najmanjši gradnik materije.
Holbach drzno zanika Boga kakor tudi vsako nadnaravno pojavnost v urejenem materialnem univerzumu. Prav tako zanika obstoj neodvisnost duše od telesa. Religija je zanj samo zbirka zablod, ki izhaja iz nepoznavanja nujnih povezav in vzrokov ter slepega sklicevanja na nadnaravno. V kasnejših delih »Družbeni sistem« (Système social, 1773) in »Univerzalna morala« (Morale universelle, 1776) je zato poskusil na temelju ateističnih in proti religioznih prepričanj utemeljiti etiko, ki bi zamenjala krščansko moralo, vendar so bila ta dela manj vplivna. Bil je občutljiv za zlorabe politične moči, vendar je bolj kot k revoluciji pozival k reformam.
Umrl je januarja leta 1789 nekaj mesecev pred Francosko revolucijo.